# Клементина Орлеанська
Принцеса Клементина Орлеанська (6 березня 1817 — 16 лютого 1907) — принцеса Саксен-Кобург-Готська, наймолодша дочка Луї-Філіппа І, короля Франції та його дружини Марії-Амелії Терези Бурбонської. Дружина принца Августа Саксен-Кобург-Готського, мати Фердинанда І, царя Болгарії.

## Молодість
Марія Клементина Леопольдина Кароліна Клотильда Орлеанська народилася 6 березня 1817 року в Нейї-сюр-Сен, неподалік від Парижа, незабаром після реставрації Бурбонів. Вона стала королівською принцесою після сходження її батька на французький престол в 1830 році.
В молодості її описували «надзвичайно красивою та доброю». Клементину навчав історії радикальний історик Жуль Мішле, котрий викладаючи заняття своїм учням, всіляко прославляв Велику французьку революцію.

## Шлюб

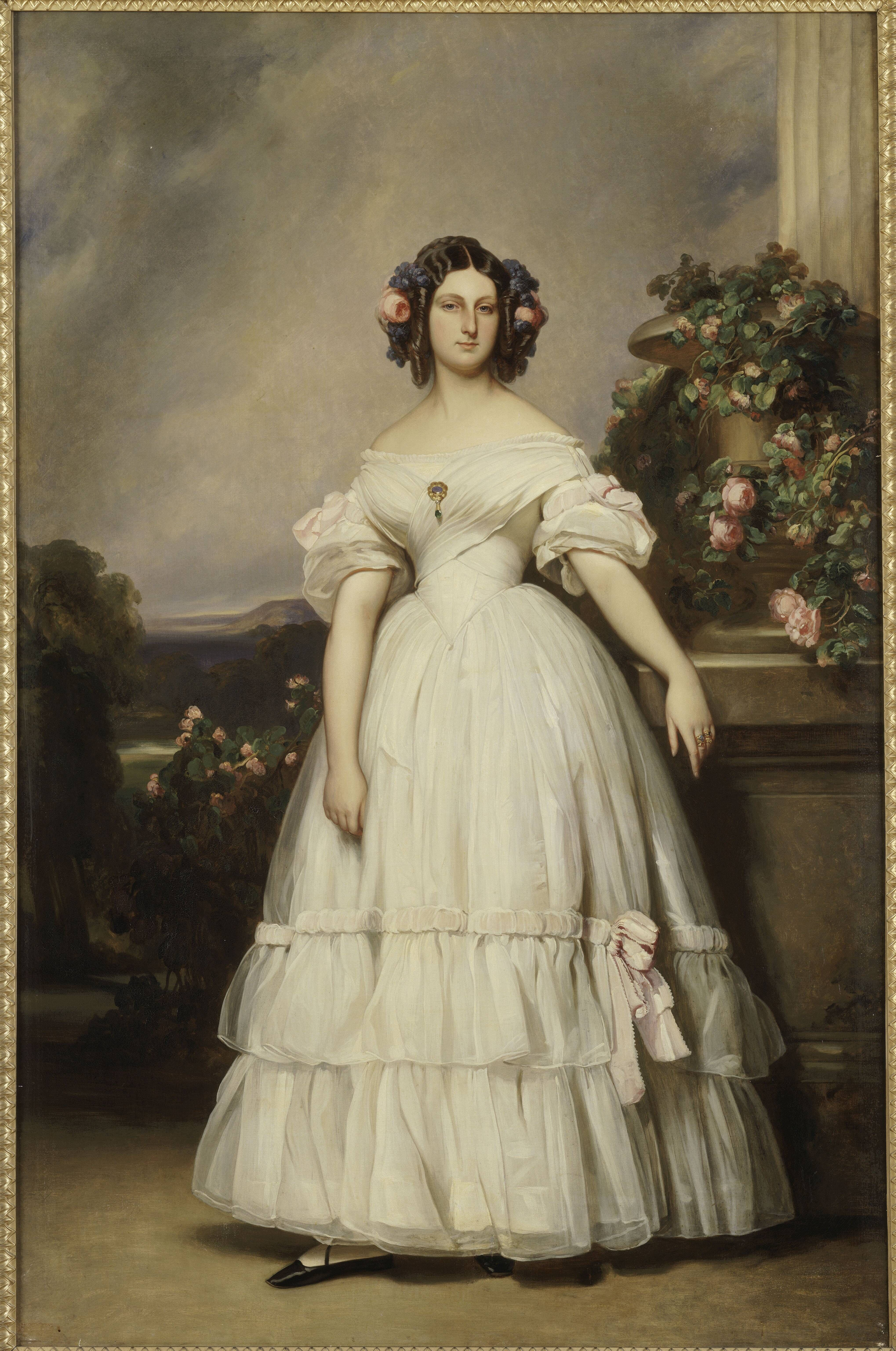
Принцеса Клементина в молодості. Портрет Франца Ксавера Вінтерхальтера.

Королівська принцеса Клементина була бажаною нареченою для багатьох королівських родин по всій Європі. В середині 1830-х ходили чутки, що Клементина ніби-то одружиться зі своїм двоюрідним братом, Фердинандом II (королем Обох Сицилій), коли закінчиться його час жалоби за померлою дружиною.
Король Бельгії Леопольд І організував шлюб Клементини та Принца Августа Саксена-Кобург-Готського, який був тісно пов'язаний з королівськими родинами Великобританії, Португалії, Іспанії, Бельгії, Бразилії, Мексики та Австро-Угорщини. 
Договір про шлюб між Клементиною і Августом був підписаний у Відні 24 лютого 1843 року французьким послом Шарлем-Жозефом де Флао, що представляв Клементину, і бельгійським послом Бароном О'Салліваном, котрий представляв Августа.
До весілля молодята збиралися проживати в Австрії, тому вони подали прохання до князя Меттерніха, щоб дізнатися, на яких підставах чоловік принцеси Клементини буде прийнятий у Відні. Відповіддю було те, що принцеса Клементина буде сприйнята як Принцеса з королівської родини Бурбонів, але Відень не визнає в Августі його Королівську Високість. В результаті було вирішено, що принц Август проживатиме у Франції, а також що він піде з Австрійської служби і перейде до Франції, хоча й залишатиметься австрійським підданим.
20 квітня 1843 року, в Шато Сен-Клу, відбулося весілля Принцеси Клементини та Августа, на яке була запрошена велика кількість представників європейських королівських сімей. У шлюбі принцеса народила п'ятеро дітей. Клементину описували як «жінку з грізним характером і гонором… В сімейному житті Клементина домінувала над чоловіком. Будучи одруженою з не більш ніж заможним, але не видатним принцом, вона шукала „престолів“ для своїх синів».

## 1848 рік
Революція 1848 року у Франції призвела до кінця правління її батька, змушуючи Клементину та її сім'ю втікати з Франції. Клементина і Август, переконавшись що їх діти були в безпеці, змішалися з натовпом на Площі Згоди під час зречення і лише потім неквапливо поїхали у Версаль на поїзді. Пізніше вона супроводжувала свого батька до посольства Франції в Лондоні, перш ніж вирушити в Кобург, а потім вирушила до Відня, де її чоловік був офіцером Австро-Угорської армії.
Перебуваючи у вигнанні, Клементина активно проводила кампанію, спрямовану на повернення майна родини, яке було конфісковане Луї-Наполеоном III. Бажаючи повернути споконвічну спадщину, вона використовувала різні методи боротьби, зокрема написання листів у французькі ЗМІ. Вона публічно відмовилася від пропозиції імператора Наполеона III прийняти 200 000 франків, вимагаючи натомість спадщину свого батька.
Август помер у 1881 році. Клементина більше не вступала в шлюб і прожила майже до 90 років.

## Клементина і вибори на болгарський престол
Розуміючи, що їй ніколи не бути королевою, Клементина спрямувала всі свої зусилля на виховання Фердинанда, її улюбленого сина, та ідеї про те, що, як нащадок не тільки Луї-Філіпа, але і Короля-сонця, він заслуговує того, щоб бути царем і не важливо якої країни.[джерело?]
Фердинанд був широко освіченим, вільно володів кількома мовами, а також мав величезний інтерес до природничих наук, і всі ці позитивні риси сина, на думку Клементини, зробили б його відмінним королем.
Як з'ясувалося, тією країною, королем якої судилося стати Фердинанду, була Болгарія і Клементина активно лобіювала обрання Фердинанда князем Болгарії.
Клементина активно працювала над тим, щоб забезпечити європейське визнання Фердинанда, лобіювання інших глав держав, у тому числі Кайзера Вільгельма II і Фердинанда сюзерена Султана Абдул-Хаміда II в Османській імперії.

## Клементина в Болгарії
|  |

Клементина поїхала за сином в Болгарію, де вона стала важливою персоною, як мати государя. Надзвичайно багата, Клементина зробила себе популярною в її новій батьківщині активно займаючись благодійництвом, зокрема вона пожертвувала чотири мільйони франків для завершення будівництва залізничної лінії, що зв'язує Болгарію з європейською залізничною мережею.
Вона мала позитивний вплив на болгарське суспільство, і створила добру волю для Фердинанда серед болгарської громадськості, робила великі пожертвування на благодійні та громадські програми: вона профінансувала створення декількох будівель і установ серед яких школи для сліпих і лікарні. Також  вона була одним із засновників болгарського Червоного Хреста.[джерело?]
Про Клементину говорили як про «найкмітливішу королівську даму Європи». Вона була відома своїм «хитрим розумом і чудовим розумінням європейської політики та дипломатії», тому Фердинанд досить часто відправляв Клементину представляти інтереси Болгарії в дипломатичні місії по всій Європі.
У лютому 1896 року Клементина, як повідомлялося, «розірвала відносини» з Фердинаном після згоди останнього, щоб його син Борис був охрещений в Болгарській православній церкві. Однак, через деякий час вони помирилися. Одним з найважливіших моментів її життя була зустріч Фердінанда як визнаного глави держави під час офіційного візиту до Парижа пізніше цього року. Цей момент був особливий для неї, адже він нагадав їй про примусове відречення і виїзд батька з Парижа 1848 року.
1899 року її невістка Марія Луїза Бурбон-Пармська померла від ускладнень при народженні дочки Надії (яка була  хрещена Клементиною на честь бабусі), і Клементина взяла на себе відповідальність за виховання дітей свого сина.
Після Ілінденського повстання 1903 року в Болгарію перебралася велика кількість македонських біженців. Клементина керувала гуманітарною кампанією, метою якої було зібрати кошти  для біженців по всій Європі. Імператор Вільгельм II особисто пожертвував на ці ціли 2000 франків.
В жовтні 1903 року, Клементина разом зі своїм внуком Борисом, потрапили в аварію на Східному Експресі неподалік кордону з Сербією. На щастя, вони не постраждали.

## Смерть і спадщина
Хоча вона бачила, що Фердинанд вже був визнаним на міжнародному рівні князем Болгарії (хоч і під номінальним сюзеренітетом султана Османської імперії), Клементина померла за рік до своєї життєвої мети побачити сина в ролі незалежного монарха.
В лютому 1898 року Клементина страждала від запалення в правій легені. І, хоча були побоювання щодо її здоров'я, вона змогла вилікуватися
На початку лютого 1907 року Клементина захворіла на грип, який, з огляду на її вік, міг стати для неї фатальним. Як повідомлялося, Клементина переюорола хворобу, проте залишилася слабкою.
Клементина померла у Відні 16 лютого 1907 року у віці 89 років. Її вплив на Фердинанда був настільки вираженим, що люди почали пророкувати його падіння. Вона була похована в Кобурзі, а на меморіалі була написана фраза складена Фердинандом після його проголошеня в 1908 році царем «Дочка короля, не Королева, але Мати Короля».

## Родина
Дружина — Август, герцог Саксен-Кобург-Готський
Діти:
- Фердинанд Філіп (1844—1921) — дружина принцеса Луїза Бельгійська (1858—1924 рр.), дочка короля Леопольда II

- Людвиг Август (1845—1907) — імператорський бразильський адмірал, дружина принцеса Леопольдіна Бразильська (1847—1871), дочка Педро II, імператора Бразилії

- Клотільда (1846—1927) — чоловік ерцгерцог Йосип Карл Людвіг Австрійський (1833—1905)

- Амалія (1848—1894) — чоловік герцог Максиміліан Емануїл Баварський (1849—1893)

- Фердинанд I (1861—1948) — цар Болгарії (1887—1918), 1 дружина принцеса Марія Луїза Бурбон-Пармська (1870—1899), 2 дружина принцеса Елеонора Ройсс-Кестрицька (1860—1917)

## Титули
- 6 березня 1817 — 6 березня 1817 Її Ясновельможна Високість Мадемуазель де Божоле.
- 6 березня 1817 — 20 квітня 1843: Її Королівська Високість Принцеса Клементина Орлеанська.
- 20 квітня 1843 — 16 лютого 1907: Її Королівська Високість Принцеса Клементина Саксен-Кобург-Готська, Герцогиня Саксонська.